# Sekundarstufe II

Bildungssystem in Deutschland

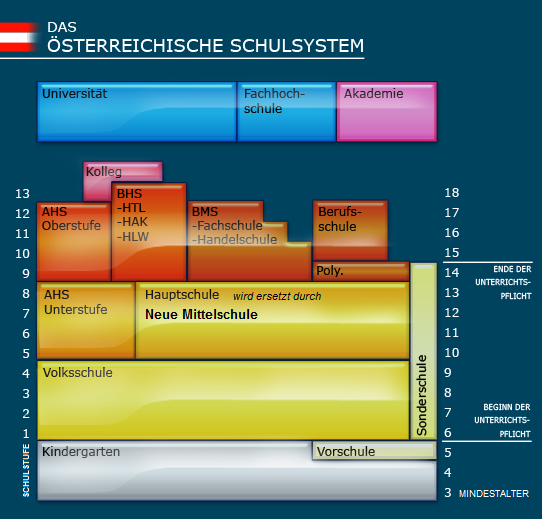
Die verschiedenen Schultypen in Österreich
(systematische Gliederung, nach ISCED koloriert)

Das Bildungssystem in der Schweiz (vereinfacht)

Die Sekundarstufe II umfasst die Jahrgangsstufen der weiterführenden Bildung, das entspricht der Stufe 3 der ISCED.

In Deutschland:
- die gymnasiale Oberstufe
- die berufsbildenden Schulen
- die Weiterbildungsschulen für Erwachsene (Abendschulen und Kollegs)

In Österreich:
- die Schulstufen 9–13 (ohne Pflichtschulen), Oberstufenformen der Allgemeinbildende höhere Schule (AHS, Gymnasium) und zahlreiche Formen der Berufsbildenden mittleren (BMS) und Berufsbildenden höheren Schulen (BHS), die Berufsbildenden Pflichtschulen (BPS) sowie Sonderformen wie die Gymnasien für Berufstätige.

In der Schweiz:
- die Mittelschule oder Kantonsschule, Gymnasium bzw. Gymnase, Collège (Kollegium) oder Lycée (Lyzeum)
- die Fachmittelschule
- die Berufsmittelschule
- die Berufliche Grundbildung (auch Berufslehre).